# Imagekatalog
Ein Imagekatalog (kurz IPAC für Image Public Access Catalogue, öffentlich zugänglicher Bild-Katalog) ist ein Bibliothekskatalog, der als Online-Katalog öffentlich zugänglich ist. Er besteht aus Scans alter Katalogkarten.
Imagekataloge wurden eingeführt, um alte und ausgediente Katalogarten über Internet zugänglich zu machen. Beispielsweise werden die einzelnen Zettel alter Zettelkataloge gescannt und online verfügbar gemacht. Der suchende Benutzer kann die gescanten Bilder (images) durchblättern. Imagekataloge werden von Bibliotheken geführt, denen die Einarbeitung alter Zettelkataloge in den Online-Katalog zu aufwendig oder teuer ist.
Teilweise können die alten Zettelkarten nach dem Scannen mithilfe von Texterkennungsprogrammen bearbeitet werden, wonach der erstellte digitale Text über die Suchfunktion durchsucht werden kann. Als Einstiegshilfen bei der Suche nach einer bestimmten Stelle werden Alphabetabschnitte und Leitkartenbegriffe eingefügt.